# A dán lány (film)
A dán lány (eredeti cím: The Danish Girl) 2015-ben bemutatott brit életrajzi filmdráma, melyet David Ebershoff azonos című 2000-es regénye alapján Tom Hooper rendezett. A főszereplők Eddie Redmayne, Amber Heard, Alicia Vikander, Matthias Schoenaerts és Ben Whishaw.
Az Amerikai Egyesült Államokban 2015. november 27-én, az Egyesült Királyságban pedig 2016. január 1-jén mutatták be. Magyarországon január 28-án került mozikba az UIP-Dunafilm forgalmazásában.
A film pozitív értékeléseket kapott a kritikusoktól és több kategóriában jelölték Oscar-díjra. Alicia Vikander a legjobb női mellékszereplőnek járó aranyszobrot vehette át.

## Cselekmény
Koppenhága, az 1920-as évek közepe. Einar Wegener (Eddie Redmayne) és Gerda Wegener (Alicia Vikander) művész-házaspár. A férfi tájképeinek köszönhetően hatalmas sikereket arat a nagyvilágban. Azonban felesége, Gerda köztiszteletben álló polgárok portréfestője. Boldog házasságban élnek, bár a személyes és a művészi megvilágosodás eddig mindkettejüket nagyban elkerülte. Mindez változni kezd, mert egy napon Gerdának gyorsan be kell fejeznie egy portrét, ezért megkéri a férjét, hogy öltözzön nőnek és legyen a modellje. Az élmény sorsfordító erejű, Einar rájön, hogy Liliként tudja kifejeznie valódi énjét, és elkezd nőként élni. Gerda váratlanul rádöbben, hogy új múzsája lett, ami kreatív lendületet ad művészetének. A házaspár azonban kénytelen szembenézni a társadalom rosszallásával. Hamarosan elköltöznek hazájukból és a jóval elnézőbb Párizsban telepednek le. Gerda karrierje rögtön szárnyalni kezd. A házasságuk is új tartalmakkal telítődik, de nem minden feszültség nélkül. Gerda azonban folyamatosan támogatja párja törekvését, hogy fizikailag is nővé alakulhasson. Egymásnak hála mindketten bátorságra tesznek szert, hogy merjék vállalni valódi önmagukat.

## Szereplők
| Színész              | Szerep                    | Magyar hang   |
| -------------------- | ------------------------- | ------------- |
| Eddie Redmayne       | Einar Wegener / Lili Elbe | Szatory Dávid |
| Alicia Vikander      | Gerda Wegener             | Balsai Móni   |
| Matthias Schoenaerts | Hans Axgil                | Kaszás Gergő  |
| Ben Whishaw          | Henrik                    | Fehér Tibor   |
| Amber Heard          | Ulla                      | Pálmai Anna   |
| Sebastian Koch       | Dr. Warnekros             | Csernák János |
| Emerald Fennell      | Elsa                      | Bartsch Kata  |
| Adrian Schiller      | Rasmussen                 | Kulka János   |
| Henry Pettigrew      | Niels                     | Szabó Máté    |

## Fogadtatás

### Kritikai visszhang
A Metacritic oldalán a film értékelése 66% a 100-ból, ami 40 véleményen alapul. A Rotten Tomatoeson a Dán lány 70%-os minősítést kapott, 195 értékelés alapján. A film bevételi szempontból jól teljesített, ugyanis a 25 millió dolláros költségvetésével szemben több mint a dupláját, azaz közel 60 millió dollárt tudott termelni.

### Díjak és jelölések
Oscar-díj (2016)
- díj: legjobb női mellékszereplő - Alicia Vikander
- jelölés: legjobb jelmeztervezés
- jelölés: legjobb látványtervezés
- jelölés: legjobb férfi főszereplő - Eddie Redmayne

BAFTA-díj (2016)
- jelölés: legjobb jelmeztervezés
- jelölés: legjobb smink
- jelölés: legjobb női főszereplő - Alicia Vikander
- jelölés: legjobb férfi főszereplő - Eddie Redmayne
- jelölés: legjobb brit film - Eric Fellner, Tim Bevan, Tom Hooper

Golden Globe-díj (2016)
- jelölés: legjobb filmzene - Alexandre Desplat
- jelölés: legjobb női főszereplő – filmdráma - Alicia Vikander
- jelölés: legjobb férfi főszereplő – filmdráma - Eddie Redmayne

Velencei Nemzetközi Filmfesztivál (2015)
- jelölés: Arany Oroszlán - Tom Hooper